# Mexikói axolotl
A mexikói axolotl (magyar kiejtés: [akszolotl], eredeti nahuatl kiejtés: [aːˈʃoːloːt͡ɬ]) (Ambystoma mexicanum) a kétéltűek (Amphibia) osztályába, azon belül a farkos kétéltűek (Caudata) rendjébe és a harántfogúgőte-félék (Ambystomatidae) családjába tartozó faj.

## Elnevezése
Az axolotl elnevezés a nahuatl (azték) nyelvből származik, az egyik legelfogadottabb értelmezés szerint Xolotlhoz, a halál és egyben az újjászületés kutya alakú istenéhez köti a fajt. Az azték mitológia szerint az első embercsoportokat az istenek megölték, és egy Xolotl által hozott emberi csontból teremtették újra az embereket. Jelentése vízi kutya (atl=víz, xolotl=kutya).

## Elterjedése
A mexikói axolotl őshazája Mexikó, lelőhelye Xochimilco csatornái, (Mexikóvárostól délre) az itt lévő tavakban nagy mennyiségben megtalálható. Eredeti elterjedési területének nagy részéről eltűnt, így az egykori Texcoco-tóból, és a Zumpango-tóból. A Texcocot időszakos kiöntései miatt csapolták le. Ma már a veszélyeztetett fajok közé soroljuk, azért is, mert különféle laboratóriumi kísérletekhez is használják. Éjszakai állat, és a hideg, oxigénben gazdag vizeket kedveli, és gyakran az aljzaton tartózkodik. A víz hőmérséklete viszonylag ritkán haladja meg a 20 °C-ot, és télen 6–7 °C-ra süllyed. 
Mexikóváros növekedése veszélyezteti; a víz minőségének javítására tett erőfeszítéseket nem követte az állomány növekedése. Az IUCN Vörös Listája veszélyeztetettnek sorolja be. A nemrég betelepített halfajok fő táplálékként fogyasztják.
További veszélyt jelent a fajra, hogy az őslakosok ínyencségként fogyasztják. Az aztékok szent állatnak tekintették, és ünnepeken gyakran ették. A helyi piacokon még ma is árulják étkezési célra illegálisan. 2006 óta az IUCN kritikus állapotúnak minősítette. 2009-ben a vadon élő egyedek számát 700–1200-ra becsülték.

## Megjelenése

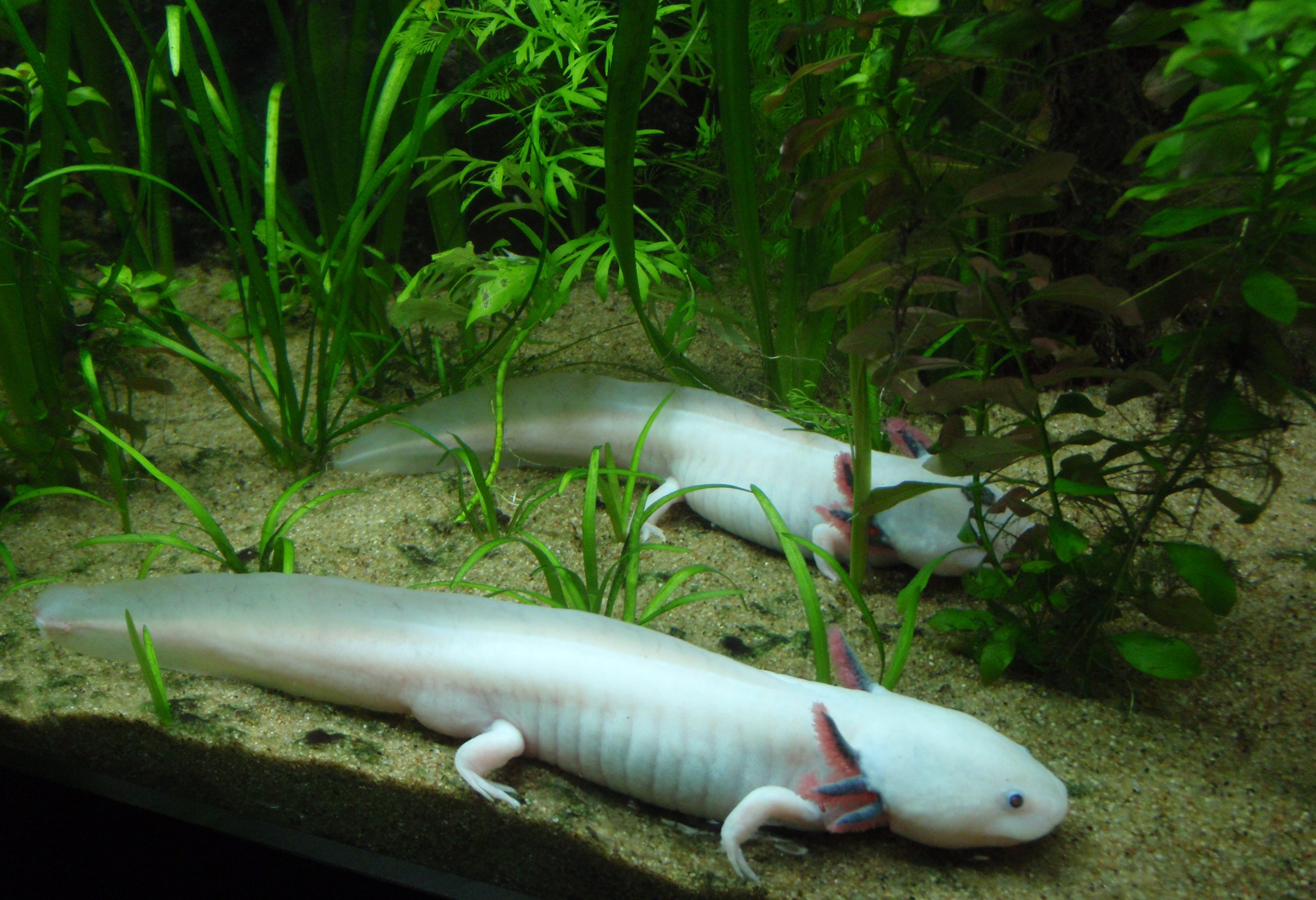
Leukózisos axolotlok a Vancouver Aquariumban

Érdekessége a széles feje két oldalán található több pár kopoltyú, mely felnőtt, ivarérett korára is megmarad. Egy esetben veszíti el őket: ha a tó, amiben él, kiszárad, akkor leválnak a fejről, és az állat átáll a tüdővel való légzésre (neoténia).
Az axolotlnak a természetben a színe általában sötét, vad színű, szürke vagy barna, fekete pöttyökkel, de a tenyésztés során kialakult az albínó, valamint többféle színes változat, az aranytól kezdve a feketéig. Több színváltozatot a tigrisszalamandrával keresztezve hoztak létre. A teljesen kifejlett állatok hossza átlagosan 30 cm, de akár 45 cm-re is megnőhetnek. Zömök testfelépítésű. Farka erős, oldalról lapított evezőfarok. Bordái kitüremkednek. Feje lapos és széles. Kerek, széles pofája alsó állású. Szemhéj nélküli szemei távol ülnek egymástól. Lábai rövidek, de erősek, és az első lábakon 4 ujjat találunk, a hátsón pedig ötöt. Ujjai hosszúak és vékonyak. Az axolotlok életkora a 25 évet is elérheti. Fogai a gyomorszájnál találhatók, amelyek az átalakulás során kerülnének a helyükre. Zsákmányukat beszippantják. A nemek hasonlók, leginkább a kloakájuk alapján különböztethetők meg: a nőstényeké lapos, a hímeké kidomborodó. A nőstények kövérebbek a termelődő ikrák miatt. Kopoltyúval, bőrön át és tüdővel is lélegeznek.

## Neoténia
Az Ambystoma többi mexikói fajával együtt az Ambystoma tigrinum komplex tagja. Élőhelye hasonló a többi neoténiás kétéltűéhez: nagy víztest, és veszélyes partok. Ezek a körülmények kedveznek a neoténiának. A mexikói tigrisszalamandra azonban ugyanezen a területen él, és nem neoténiás. A neoténiás fajok környezete rendszerint hegyes vagy dombos, az élelem kevés, és jódban szegény. Egy ilyen környezetben a szalamandrák számára előnyös, ha nem érik el a felnőtt méretet, mert így kevesebb és rosszabb minőségű élelemmel is beérik. Ha közvetlenül vagy közvetve sok jód kerül a szervezetükbe, akkor az átalakulás végbemegy, és szárazföldi szalamandraként több és jobb élelmet kell fogyasztaniuk. Egyes hegyi tavakban a jódhiány miatt törpék lesznek, így kretenizmus és törpenövés alakul ki náluk.
A neoténia az axolotl, a barlangi vakgőte és még néhány közeli rokon kétéltűfaj jellegzetessége. Vannak fajok, amelyeknek nem mindegyik populációja neoténiás. Ez azt jelenti, hogy ezek az állatok az ivarérettség elérése után is megőrzik lárvaállapotuk jellegzetességeit, így vízi életmódot élnek, és kopoltyúval lélegeznek. Az átalakulás elmarad. Ennek az az oka, hogy a pajzsmirigy nem választja el azokat a hormonokat, amelyek hatására az átalakulás végbemenne. Ha a hiányzó tiroxint kísérletileg bejuttatják, akkor az átalakulás végbemegy. Az érintett kétéltűek esetén az átalakulás elmaradása nem jelent hátrányt, mivel ritkán száradnak ki azok a vizek, amelyekben élnek. Ha mégis, akkor átalakulnak tüdővel lélegző szárazföldi gőtévé.
A neoténiát eredményező gének nem kapcsoltak, ezért valószínűsíthető, hogy a fogságban végzett tenyésztés miatt lesz minden egyed neoténiás. Az axolotl azért alkalmasabb a neoténia tanulmányozására, mint a rokon fajok, mert jód hatására képes átalakulni, ami több faj esetén már nem mehet végbe. Az átalakult axolotlok a mexikói tigrisszalamandrára hasonlítanak, de olyan jellegzetességekkel, amely indokolja a két faj elkülönítését.

## Regeneráció
A kétéltűek között általános, hogy képesek visszanöveszteni lábaikat, farkukat, több belső szervüket, sőt, szívük és agyuk egy részét is. A regenerált szervek és testrészek teljesen épek, és funkcióképesek. A mexikói axolotl is bír ezekkel a képességekkel. A sérülés után a sebhám serkenti a mögötte levő szövetek fejlődését. Néhány nap múlva láthatóvá válik a regenerációs csíra, amiből az elvesztett testrész kinő.
A faj modellszervezet, többek között regenerációképessége miatt tanulmányozzák.  Azokat a mechanizmusokat tanulmányozzák, amelyek lehetővé teszik a regenerációt. Sokáig úgy gondolták, hogy a sérült szövetek sejtjei visszaalakulnak omnipotens őssejtekké, amelyekből minden szövet kifejlődhet, és innen differenciálódnak vissza. Az újabb eredmények szerint azonban a keletkezett őssejtek csak pluripotensek, azaz nem fejlődhet belőlük bármilyen szövet, csak meghatározott szövetféleségekké alakulhatnak át.  A regeneráció egy előre meghatározott menetrend szerint megy végbe.

## Táplálkozása
Szürkületkor és éjjel aktív.
Az axolotl ragadozó életmódot él, rákokkal, kisebb halakkal, rovarokkal és kétéltűekkel táplálkozik. Kannibál hajlamú. A zsákmányt vákuumerővel szippantja a gyomrába. Táplálékát szaglásával keresi.
Fogságban földigilisztával, vörös szúnyoglárvával, kisebb (akár fagyasztott) halakkal, de akár csirkeszívvel és májjal, is táplálhatjuk őket, a felnőtt egyedeket pedig elég akár 2–3 naponta. Az axolotlok jó eséllyel csak a mozgó dolgokra fognak reagálni, ezért oda kell figyelni a maradék rendszeres eltávolítására. Ha véletlenül bekapja az állat az ember ujját, meg kell várni, míg "belátja tévedését”, nehogy megsértse az ember az állatot a körmével.

## Szaporodása

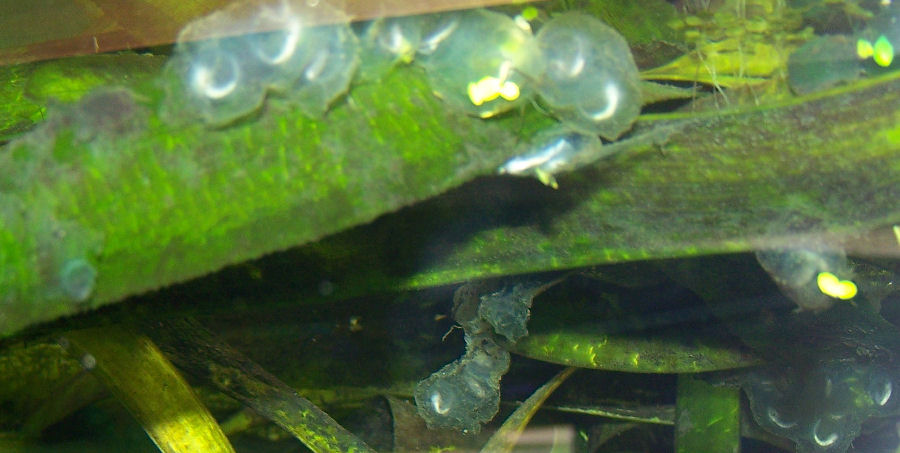
Az axolotl ikrája

Ivarérettségét 8-15 hónaposan éri el. A természetben a párzási időszak februárra esik, amikor a hóolvadék jelentősen lehűti a lakótavak hőmérsékletét. 
A hím násztáncot jár: testét begörbíti, és farkával hullámzó mozdulatokat végez. Jellegzetes feromonokat bocsát ki, majd lerakja az aljzatra spermazacskóját, amit a nőstény kloákájával felszippant. Egy óra múlva a nőstény 350–700 petét rak le a vízinövényekre, melyek 10–12 nap alatt kikelnek. A lárvák két napig még a szikzacskójukból élnek. A lárvákon 20–25 napos korukban megjelennek a mellső végtagok, majd 30–36 napos korukban a hátsó lábak is.
Ideális hőmérséklet az axolotl számára a 18–20 °C. A természetben vízi életmódot folytat, majd a száraz időszak bekövetkeztével – mikor élettere folyamatosan csökken – lassan elhagyja kopoltyúját és kimászik a vízből. Nedvességet csak a szaporodási időszakban keres ismét. Előfordulnak olyan időszakok, mikor ez az említett változás nem következik be, nem fejlődik ki a tüdeje, de az axolotl ebben az állapotban is képes a szaporodásra, ha az ahhoz szükséges körülmények adottak.

## Az axolotlok akváriumi tartása

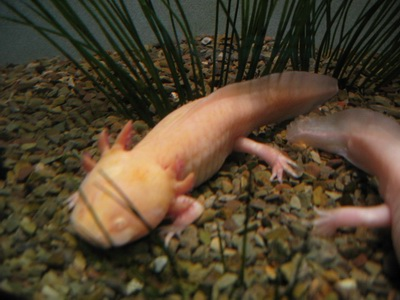
Albínó axolotlok akváriumban

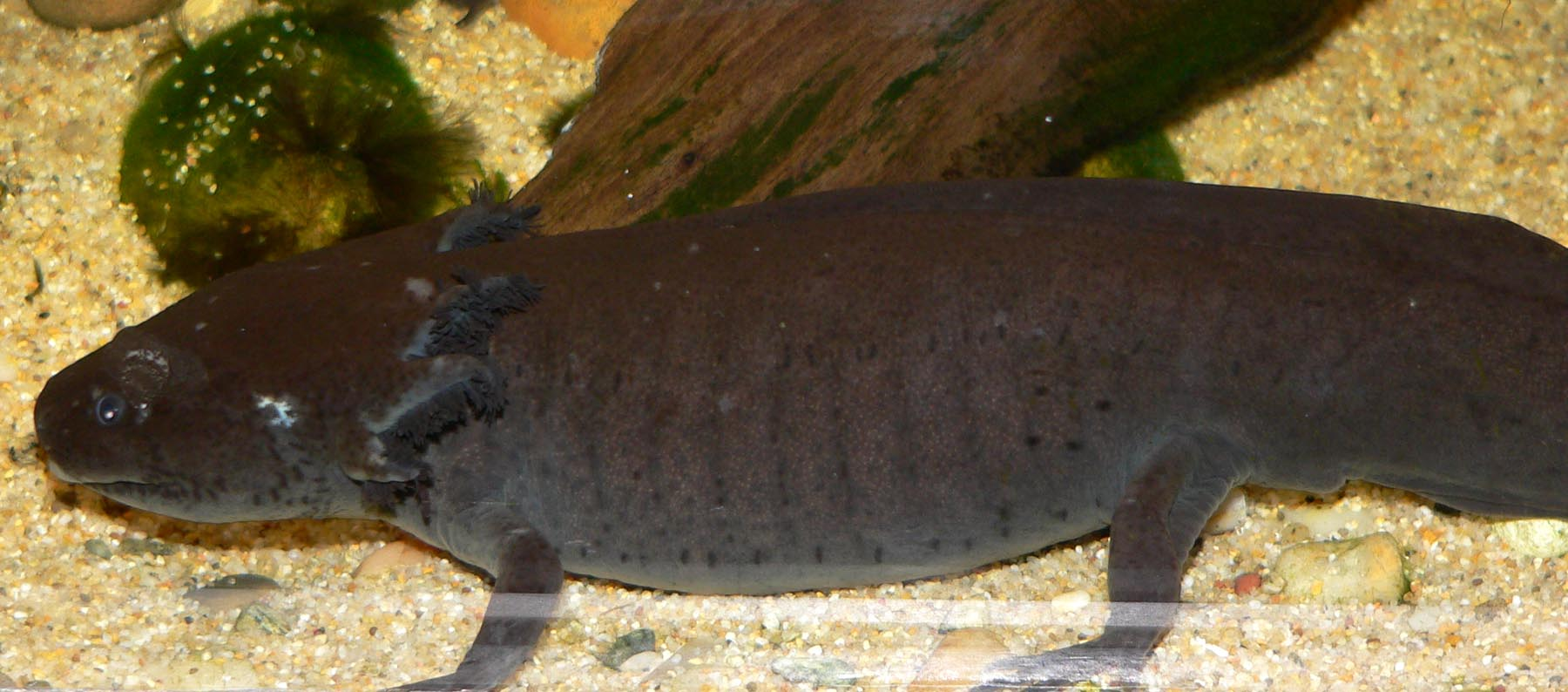
Fekete színű axolotl

Ragadozó életmódja miatt nem tartható együtt más fajokkal, és kannibál hajlama miatt csak közel azonos méretű axolotlok tarthatók együtt. Néhány hal azonban mégis tartható velük, mint guppik és zebrahalak, mert ezeket nem fogyasztják el. Mivel szürkületkor és éjjel aktívak, ezért etetéskor el kell sötétíteni az akváriumot. A táplálékhalak nem hagyhatók az akváriumban, mert kicsipkedik az axolotl kopoltyú szálait.
Az axolotlok tartása nem igényel különösebb odafigyelést, viszont viszonylag nagy akváriumban szükséges őket tartani. Ha nem elég nagy az életterük (min. 50 literes akvárium), depressziósak lehetnek, főleg a kisebb példányok, majd elpusztulnak (pl. egy 100x40x30-as medencében). Nagyon fontos, hogy ügyeljünk a víz tisztaságára, érdemes szűrőt használni, illetve az ételmaradékot és az ürüléket lehetőleg azonnal el kell távolítani. 6,5 pH értéktől 8,5 pH értékig terjedő vízben is tartható az állat, a csapvíz 24 órás állás után használható, mivel a hozzá adagolt klór káros az axolotlok egészségére. A lágy csapadékvíz nem megfelelő.  A fertőzések elkerülése érdekében sóoldatok adhatók a vízhez. Ilyen oldat például a Holtfreter-oldat. Az ideális vízhőmérséklet 18–20 °C. Ha ez alá csökken a víz hőmérséklete, az állatok kedvetlenné és étvágytalanná válhatnak, ami pusztulásukhoz vezet. Magasabb hőmérsékleten legyengül az immunrendszerük és hőgutát is kaphatnak. Változó testhőmérsékletük miatt a hidegebb víz lassítja az anyagcseréjüket, a túl meleg víz stresszt okoz, és megnöveli a táplálékigényt. A téli hideget nem kell szimulálni, de a beteg axolotlok gyorsabban gyógyulnak a téli hőmérsékletnek megfelelő 6–8 °C-os vízben. Habár tűrik a hőmérséklet ingadozását, nem szabad ennek tartósan kitenni őket. Főként az aljzaton tartózkodnak; ezt figyelembe kell venni az akvárium berendezésekor.
Sose tegyünk olyan kavicsokat az akváriumba, amelyek kisebbek az axolotlok fejénél, mert lenyelik őket, ami a halálukat okozhatja. Legalább 4–5 centis, kerekített, életlen köveket/kavicsokat használjunk.
Mivel az állatok szeretik a talajt túrni, ezért érdemes erős gyökérzetű növényeket ültetni, melyek kevés napfénnyel is beérik, búvóhelyeket kialakítani. Az akvárium berendezése fákból és kövekből állhat. Az állatokat lehetőleg ne hálóval, hanem kézzel emeljük ki az akváriumból, ha szükséges. Tartására legalkalmasabb a vízinövényekkel beültetett, minimum 50 literes akvárium. Az axolotl gyakran kerüli a fényt, mivel nincs szemhéja, ezért nem szükséges az akváriumát megvilágítani. Fontos a rendszeres, 30%-os vízcsere.
Az akváriumi axolotlok tenyészetekből származnak, mivel a vadon élő példányok szigorúan védettek. Mivel az ikrákat elfogyasztják, ezért ha tenyészteni szeretnénk, akkor az ikrák egy részét el kell különíteni a kifejlett egyedektől. A lárvák kikeléskor 20 milliméter hosszúak, és vízibolhával, Daphniával és Cyclopsszal táplálhatók. 12–20 évig élhetnek, de néhányuk akár a 28 éves kort is megérheti.

## Betegségek
Mindenképp változatos étrend szükséges a mexikói axolotl számára, mivel az elégtelen, túl zsíros, olajos táplálás problémákat okozhat. A farok, végtag és kopoltyúsérüléseket szenvedett állatokat (melyeket gyakran etetés közben szereznek társaiktól) külön kell tenni a többi állattól, nagyon hideg vizű akváriumba. A csökkentett hőmérséklet egyébként is lelassítja a fertőzések terjedését. Nagyon fontos, hogy a lehűtés előtt legalább 2–3 nappal ne etessük, különben visszaöklendezi, vagy ami rosszabb, a félig megemésztett táplálék bomlásnak indul az állat szervezetében. A hideg víz elősegíti a regenerálódást, de lelassítja az anyagcserét. Fontos, hogy mindig tiszta vízben kell lenniük ilyenkor.
A felesleges stressztől is óvni kell attól az axolotlot, ez például lehet a túl erős vízmozgás, vagy túl meleg víz, esetleg hálózás.

## Képek
|  |  |  |  |

## Orvosi alkalmazása
1863-ban hat kifejlett neoténiás példányt, köztük egy leukózisost hajóztak be Mexikóvárosban. A párizsi Jardin des Plantes-ra érve Auguste Duméril meglepve tapasztalta, hogy egy új fajt küldtek neki axolotlok helyett, mivel a kapott állatok inkább a szalamandrára emlékeztettek. A felfedezés hatására elkezdték kutatni a neoténiát, bár nem biztos, hogy a hajó nem szállított mexikói tigrisszalamandrát. A német Vilem Laufberger tiroxininjekcióval késztette átalakulásra a kísérleti axolotlokat. Az angol Julian Huxley megismételte a kísérletet. Azóta több kísérletet is elvégeztek különböző pajzsmirigyhormonokkal és jóddal kiváltva az átalakulást.
Az axolotl a biológiai kísérletek kedvenc alanya még ma is. Nagy számban tenyésztik kísérleti célokra. Neoténiája miatt többi szalamandrához képest könnyen szaporítható, mivel nem tér át szárazföldi életmódra. Nagy méretű embriója könnyen kezelhető, és fejlődésmenete jól nyomon követhető. A szív működészavarát is vizsgálják, mivel egy ismert mutáció már embriókorban zavart okoz a szív működésében. Az embriók majdnem a kikelésig elélnek szívműködés nélkül, ezért ez is jól megfigyelhető. A színváltozatok kialakulását is tanulmányozzák.
A GFP vagyis a Green Fluorescent Protein a zölden fluoreszkáló fehérje megismerésében is nagy szerepet játszott. Egyes példányokba befecskendezték ezt a fehérjét és úgy vizsgálták a hatását. Más kísérletekben az axolotl génállományához hozzáadták a fluoreszkáló jelzőanyagot termelő gént, és mivel ez a kis állat rendkívüli módon képes a szövetregenerációra, levágott lábai visszanőttek.
Az axolotl regenerációja szintén nagy érdeklődést váltott ki. Nem heg képződik a levágott testrészek helyén, hanem az adott végtag vagy szerv teljes épségben visszanő. A fajtársaiktól kapott szerveket is képesek teljes épségben helyreállítani. Egyes esetekben a csonkolt láb kiegészül, és mellette még egy új láb is nő, ami újdonságként hat a kedvtelésből állatot tartókra. Az átalakulás nagy mértékben csökkenti a regerációs képességet. Mindezek miatt a végtagok fejlődését is ezen a fajon tanulmányozzák.

## Előfordulása a kultúrában
- Szerb Antal: A Pendragon legenda, könyv és film,
- David Attenborough: Élet hidegvérrel, (A kétéltűek és hüllők természetrajza), Kossuth könyvkiadó, Budapest, 2008. ISBN 9789630958806, fordította: Farkas Balázs
- Julio Cortázar: Axolotl (novella)
- Frank Herbert Dune ciklusában a klóntartályokat axolotltartályoknak nevezik.
- Carl Zuckmayer színdarabjában, a Der Hauptmann von Köpenickben egy cipőgyárat neveznek Axolotlnak, ami a Salamander cipőgyárra utal.[17]
- Kevin Kay Axolotl und seine Freunde gyerekkönyvsorozatának középpontjában egy axolotl áll.
- A német nyelvterületen Helene Hegemann regénye, az Axolotl Roadkill tette ismertté az állatot. A sajtóban a plágium szimbólumává vált.[18][19]
- Julio Cortázar Final de Juego elbeszéléskötetében az axolotl is szerepel egy novellában.
- A Hydropi és a Felino pokémonokat, és továbbfejlesztéseiket az axolotlról mintázták.
- A Minecraftban az axolotlok az 1.17-es frissítés után kerültek be, hogy a Mojang felhívja rájuk a figyelmet.

## Fordítás
- Ez a szócikk részben vagy egészben  az   Axolotl című német Wikipédia-szócikk fordításán alapul.  Az eredeti cikk szerkesztőit annak laptörténete sorolja fel. Ez a jelzés csupán a megfogalmazás eredetét és a szerzői jogokat jelzi, nem szolgál a cikkben szereplő információk forrásmegjelöléseként.
- Ez a szócikk részben vagy egészben  az   Axolotl című angol Wikipédia-szócikk fordításán alapul.  Az eredeti cikk szerkesztőit annak laptörténete sorolja fel. Ez a jelzés csupán a megfogalmazás eredetét és a szerzői jogokat jelzi, nem szolgál a cikkben szereplő információk forrásmegjelöléseként.